# Мідзумото Хірокі
Мідзумото Хірокі (яп. 水本 裕貴, нар. 12 вересня 1985, Міє) — японський футболіст.

## Виступи за збірну
2006 року дебютував в офіційних матчах у складі національної збірної Японії. Відтоді провів у формі головної команди країни 6 матчів.

## Статистика виступів
| Збірна Японії | Збірна Японії | Збірна Японії |
| Роки          | Ігри          | голи          |
| ------------- | ------------- | ------------- |
| 2006          | 2             | 0             |
| 2007          | 0             | 0             |
| 2008          | 1             | 0             |
| 2009          | 0             | 0             |
| 2010          | 0             | 0             |
| 2011          | 0             | 0             |
| 2012          | 2             | 0             |
| 2013          | 0             | 0             |
| 2014          | 1             | 0             |
| Усього        | 6             | 0             |

## Титули і досягнення
- Клубні:
  - Чемпіон Японії: 2012, 2013, 2015
  - Володар Кубка Імператора: 2008
  - Володар Кубка Джей-ліги: 2005, 2006
  - Володар Суперкубка Японії: 2013, 2014, 2016

- Особисті:
  - у символічній збірній Джей-ліги: 2012